# Beli (Kroatien)
Beli ist ein kleiner Ort auf der Insel Cres in der Kvarner-Bucht (Kroatien). Cres ist die nördliche Insel einer Doppelinsel, die in römischer Zeit durch einen Durchstich getrennt wurde.

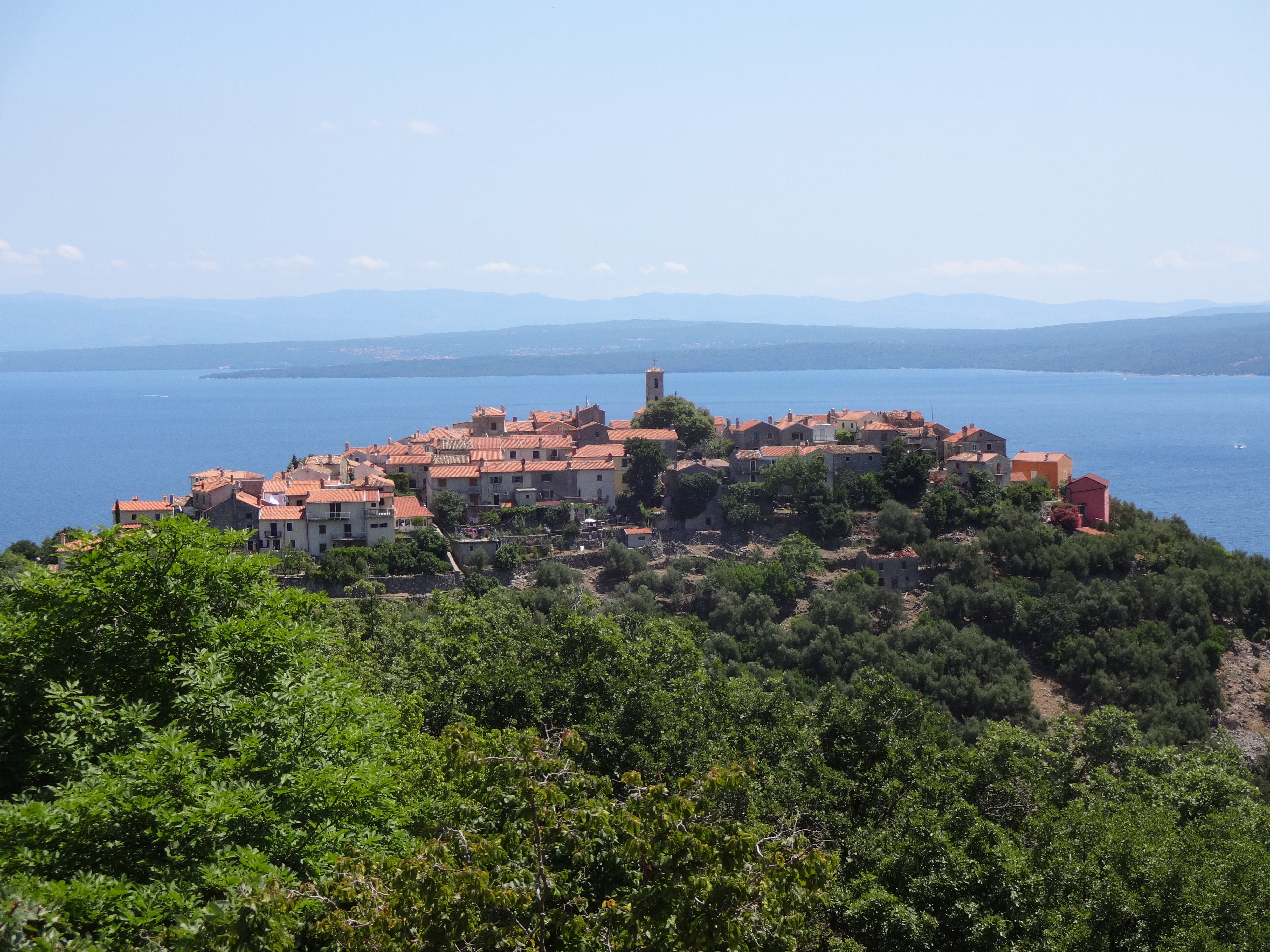
Beli auf der Insel Cres

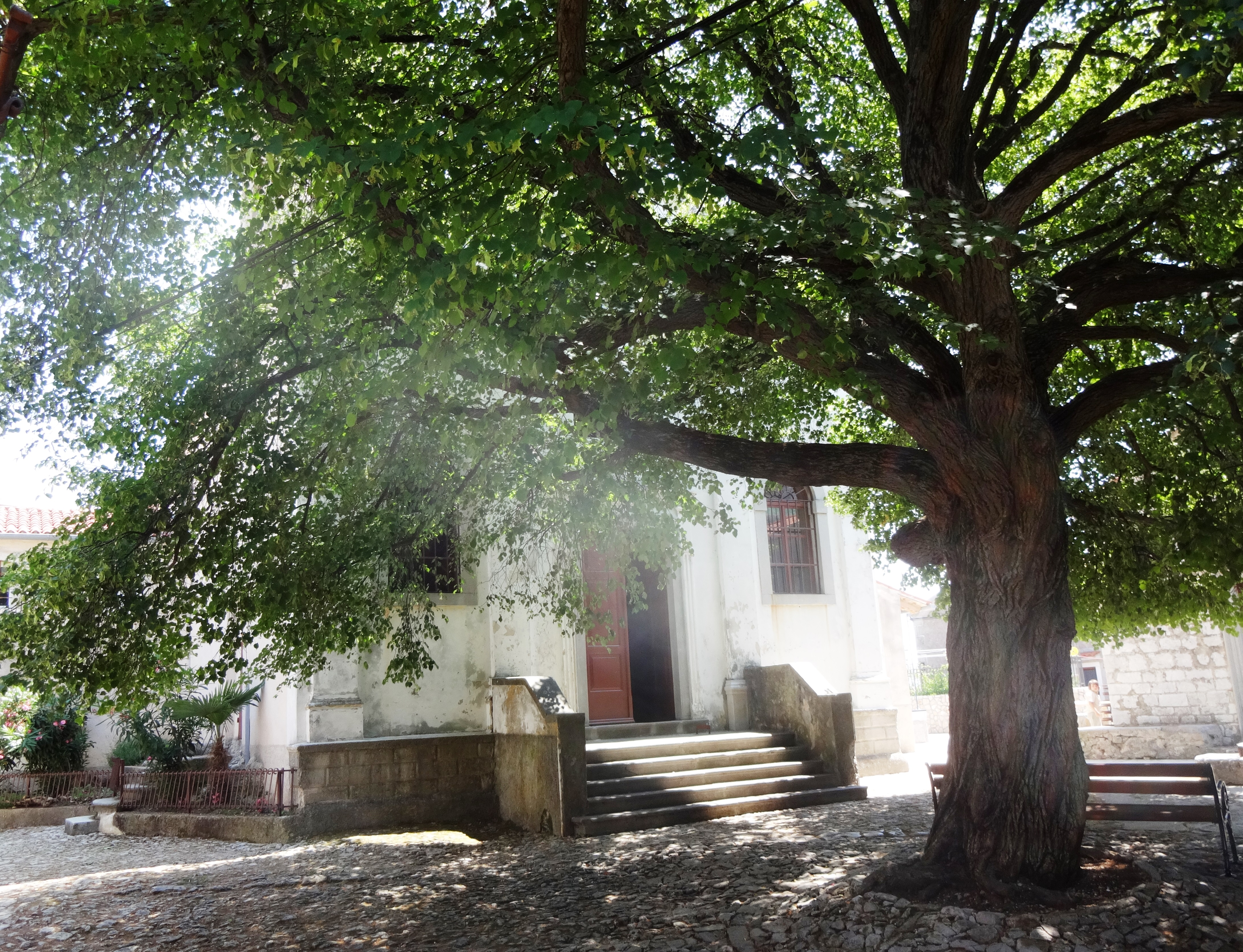
Kirche auf dem Dorfplatz

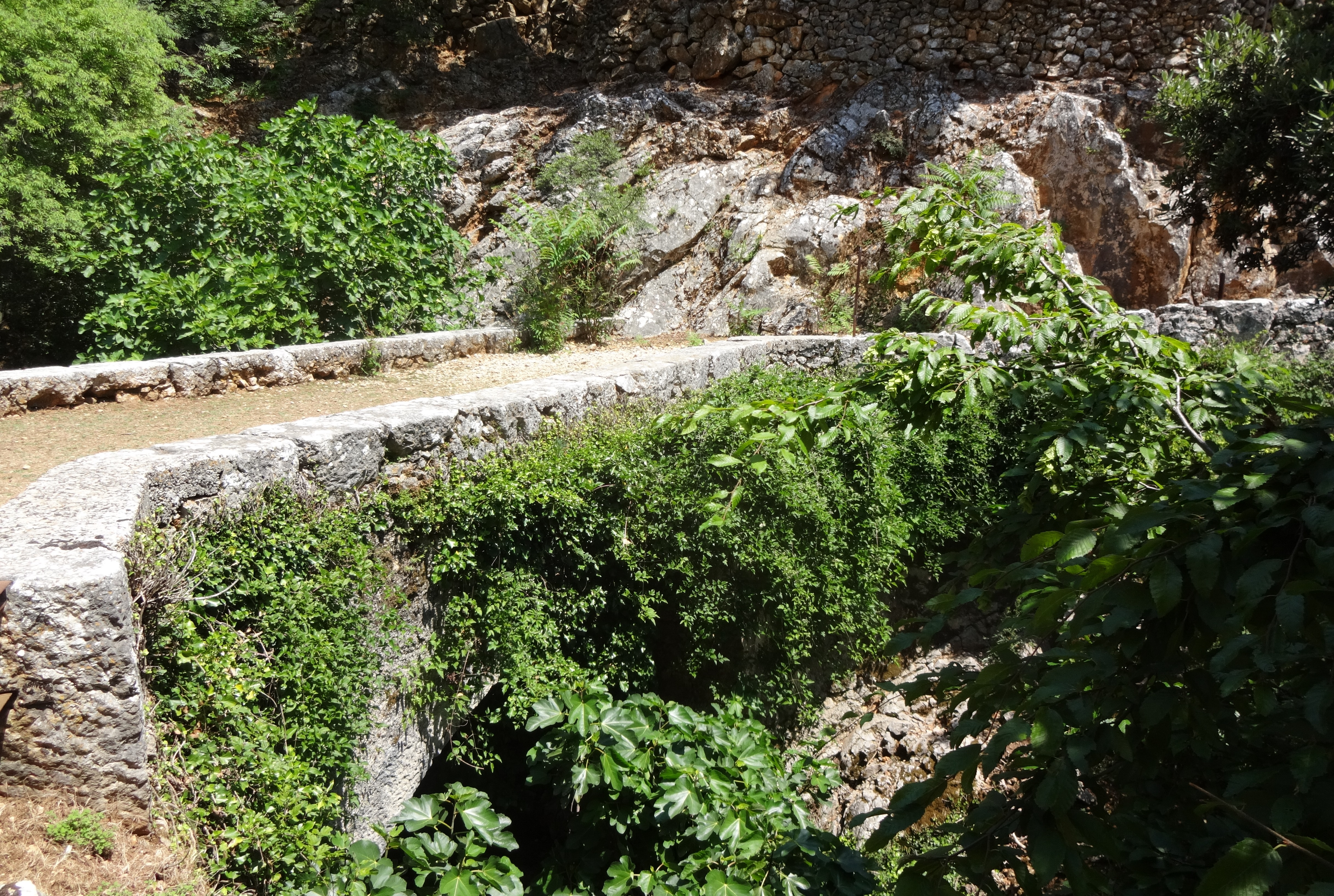
Römische Brücke

## Lage, Verkehr
Beli liegt im Norden der Insel Cres etwas oberhalb der Ostküste. Es ist auf dem Landwege nur über einen in Serpentinen verlaufenden Abzweiger der Straße 100, die von Porozina (Fährhafen im Nordwesten der Insel, der von Brestova an der Ostküste Istriens aus angelaufen wird) erreichbar. Beli ist das einzige noch bewohnte Dorf in der Tramuntana (italienisch: Tramontana, "hinter dem Berg"), der Landschaft im Nordosten der Insel mit einem mehrere hundert Meter hoch gelegenen Karstplateau und einem noch höher reichenden Bergrücken. Es verfügt auch über einen Hafen, der deutlich tiefer gelegen ist als das Dorf selbst. In der Nähe des Hafens befindet sich auch ein Campingplatz.
Beli liegt in einer Landschaft, die immer noch für den Anbau mit Oliven- und Obstbäumen, Wein, Feigen, Saubohnen, Zwiebeln und Lauch genutzt wird. Die natürliche Bewaldung besteht aus mitteleuropäischen Laubmischwäldern. Es ist auch an drei Tage in der Woche mit dem Bus von der Stadt Cres aus zu erreichen.

## Bevölkerung
Beli soll nach dem Ende des Zweiten Weltkriegs noch von mehr als 1000 Menschen bewohnt worden sein. Im Jahr 2014 lebten noch 33 Einwohner in dem Dorf. Die Alltagssprache ist noch immer ein italienischer Dialekt, der auch von den meisten Bewohnern Istriens gesprochen und als "venezianisch" bezeichnet wird.
Aus Beli stammte der Dichter Andro Vid Mihiĉić (1896–1992), der erst im hohen Alter von 92 Jahren anfing zu dichten.

## Sehenswürdigkeiten
- Römische Brücke: Sie ist von einem kleinen Weg vor dem Café, das seinerseits vor der verkehrsberuhigten Eingangszone des Dorfes liegt aus erreichbar. Die Brücke ist die einzige noch erhaltene antike römische Brücke im Kvarner.
- Wanderweg Eco Trail Staza Tramuntana: Der Wanderweg wurde 1995 eröffnet und führt durch den südlichen Zipfel der Tramuntana. Er ist mit Kunstwerken des Steinmetzen Ljubo de Karina gesäumt. Die Inschriften stammen von Andro Vid Mihiĉić, der sie als "Nahrung für die Seele" bezeichnete. Der Wanderweg beginnt mit dem Weg, der nach etwa 100 Metern über die römische Brücke führt. Auf ihm passiert man die restaurierte Kapelle Sv. Ivan Krstitelj.